# نسکوین (اورگن)
نسکوین (به انگلیسی: Neskowin) یک منطقهٔ مسکونی در ایالات متحده آمریکا است که در شهرستان تیلاموک، اورگن واقع شده‌است. نسکوین ۳٫۷ کیلومتر مربع مساحت و ۱۶۹ نفر جمعیت دارد و ۴ متر بالاتر از سطح دریا واقع شده‌است.